# واحد ۵۱۶
واحد ۵۱۶ (第五一六部隊 ؛ انگلیسی: Unit 516) یک مرکز فوق‌سری سلاح‌های شیمیایی بود که زیر نظر پلیس نظامی ژاپن (کِمپئیتی) در شهر چیچیهار در شمال چین اداره می‌شد. عنوان «واحد ۵۶۱» در واقع نام رمزی این واحد بود و عنوان رسمی‌اش «بخش تسلیحات شیمیایی ارتش کوانتونگ» بود و زیر نظر واحد ۷۳۱ قرار داشت.
در حدود ۷۰۰٬۰۰۰ (تخمین ژاپنی‌ها) تا ۲٬۰۰۰٬۰۰۰ (تخمین چینی‌ها) بمب شیمیایی در کشور چین مدفون شده بود. تا سال ۱۹۹۵، ژاپن از پذیرش این حقیقت که برخی از این بمب‌های شیمیایی را در «رودخانه نِن» در حدِ فاصل هیلونگ‌جیانگ و هولونبویر خالی کرده‌است؛ سر باز می‌زد.

## سلاح‌های شیمیایی
- فسژن
- هیدروژن سیانید
- برموبنزیل سیانید
- دی‌فنیل‌سیانوآرسین
- آرسنیک تری‌کلرید
- گاز خردل
- لوئیزیت

پس از جنگ جهانی دوم، ارتش امپراتوری ژاپن بخشی از سلاح‌های شیمیایی خود را در خاکِ چین دفن کرد اما بیشتر آن‌ها توسط «ارتش سرخ اتحاد جماهیر سوسیالیستی شوروی»، «ارتش آزادی‌بخش خلق» و «ارتش جمهوری چین» ضبط شد. شوروی کمی بعد، این سلاح‌های توقیف‌شده را به تایوان تحویل داد و تایوانی‌ها نیز آن‌ها را دفن کردند. بعدها، سلاح‌های شیمیایی ژاپنی در میان سلاح‌های شیمیایی چین و شوروی دیده شد.
«مؤسسهٔ ملی مطالعات تدافعی ژاپن» فهرست ثبت‌شده‌ای از تسلیحات ژاپنی مصادره‌شده توسط «ارتش جمهوری چین» و انواع شیمیایی آن، در اختیار دارد؛ اما مدرکی دربارهٔ سلاح‌های توقیف‌شده توسط تایوان و روسیه بدست نیامده است. با این حال، هیچ کشوری دربارهٔ مکان دفن تسلیحات شیمیایی اطلاعات ثبت‌شده ندارد. چین از مدتی پیش مشغول جمع‌آوری سلاح‌های رهاشدهٔ شیمیایی و نابودسازی آنهاست و در حال حاضر، آن‌ها را در ناحیهٔ دورافتادهٔ «دانخوآ» در استان جی‌لین دفن می‌کند.

## کنوانسیون بین‌المللی منع جنگ‌افزارهای شیمیایی
یکی از اهداف کنوانسیون بین‌المللی منع جنگ‌افزارهای شیمیایی تعیینِ مسئولیتِ انهدام سلاح‌های شیمیایی در کشور چین بود. مطابق این پیمان‌نامه که در سال ۱۹۹۳ امضا شد، تمام سلاح‌های شیمیایی که پس از ۱۹۲۵ میلادی تولید شده باشد، باید توسط کشورِ تولیدکننده منهدم شود و بر همین اساس، ژاپن در حال احداث کارخانه‌هایی در چین برای از بین‌بردن این تسلیحات است.